# Tornei di tennis maschili indipendenti nel 1976
Nel 1976 i tornei di tennis maschili facevano parte del World Championship Tennis 1976 e del rivale Commercial Union Assurance Grand Prix 1976, ma molti non erano inseriti in nessun particolare circuito.

## Calendario

### Gennaio
| Settimana  | Torneo                                                                                | Vincitore             | Finalista      | Semifinalisti | Eliminati ai quarti    |
| ---------- | ------------------------------------------------------------------------------------- | --------------------- | -------------- | ------------- | ---------------------- |
| 4 gennaio  | Chattanooga Tennis Classic 1976 Chattanooga, USA $25,000 - Sintetico indoor Singolare | Roscoe Tanner 6-3 6-4 | Harold Solomon |               |                        |
| 23 gennaio | Olsonite International Tennis Classic 1976 Detroit, USA Sintetico Singolare           | Rod Laver 6-3 6-4     | Mark Cox       |               | Round Robin Björn Borg |
| 24 gennaio | Pacific Land Players 1976 Brisbane, Australia 3000 $ Singolare - Doppio               | Ken Rosewall 7-6 6-2  | John Newcombe  |               |                        |
| 24 gennaio | Pacific Land Players 1976 Brisbane, Australia 3000 $ Singolare - Doppio               |                       |                |               |                        |
| 24 gennaio | New South Wales Hard Court Championships 1976 Grafton, Australia Singolare - Doppio   | Ken Rosewall 6-1 6-2  | Mark Edmondson |               |                        |
| 24 gennaio | New South Wales Hard Court Championships 1976 Grafton, Australia Singolare - Doppio   |                       |                |               |                        |

### Febbraio
Nessun evento

### Marzo
| Settimana | Torneo                                                                              | Vincitore                          | Finalista    | Semifinalisti | Eliminati ai quarti |
| --------- | ----------------------------------------------------------------------------------- | ---------------------------------- | ------------ | ------------- | ------------------- |
| 7 marzo   | Egyptian International Cairo Championships 1976 Il Cairo, Egitto Singolare - Doppio | Jean-François Caujolle 6-3 6-2 6-3 | John Feaver  |               |                     |
| 7 marzo   | Egyptian International Cairo Championships 1976 Il Cairo, Egitto Singolare - Doppio |                                    |              |               |                     |
| 21 marzo  | ATP Malta 1976 Malta, Malta Singolare - Doppio                                      | Thomaz Koch 4-6 6-4 7-5            | Roger Taylor |               |                     |
| 21 marzo  | ATP Malta 1976 Malta, Malta Singolare - Doppio                                      |                                    |              |               |                     |

### Aprile
| Settimana | Torneo                                                                                              | Vincitore                | Finalista        | Semifinalisti | Eliminati ai quarti |
| --------- | --------------------------------------------------------------------------------------------------- | ------------------------ | ---------------- | ------------- | ------------------- |
| 2 aprile  | Toronto Invitational Tournament 1976 Toronto, Canada 25 000 $ - Sintetico indoor Singolare - Doppio | Marty Riessen 6-4 7-6    | Roscoe Tanner    |               |                     |
| 2 aprile  | Toronto Invitational Tournament 1976 Toronto, Canada 25 000 $ - Sintetico indoor Singolare - Doppio |                          |                  |               |                     |
| 4 aprile  | Towson Classic 1976 Towson, USA 30 000 $ Singolare - Doppio                                         | Vitas Gerulaitis 6-3 6-4 | Sherwood Stewart |               |                     |
| 4 aprile  | Towson Classic 1976 Towson, USA 30 000 $ Singolare - Doppio                                         |                          |                  |               |                     |

### Maggio
| Settimana | Torneo                                                                           | Vincitore             | Finalista      | Semifinalisti | Eliminati ai quarti |
| --------- | -------------------------------------------------------------------------------- | --------------------- | -------------- | ------------- | ------------------- |
| 2 maggio  | Downeast Tennis Classic 1975 Portland, USA Sintetico indoor Singolare - Doppio   | Dick Stockton 6-4 6-3 | Cliff Drysdale |               |                     |
| 2 maggio  | Downeast Tennis Classic 1975 Portland, USA Sintetico indoor Singolare - Doppio   |                       |                |               |                     |
| 22 maggio | Surrey Hard Court Championships 1976 Guildford, Gran Bretagna Singolare - Doppio | Chris Lewis 6-3 6-4   | John Paish     |               |                     |
| 22 maggio | Surrey Hard Court Championships 1976 Guildford, Gran Bretagna Singolare - Doppio |                       |                |               |                     |

### Giugno
| Settimana | Torneo                                                                   | Vincitore                   | Finalista     | Semifinalisti | Eliminati ai quarti |
| --------- | ------------------------------------------------------------------------ | --------------------------- | ------------- | ------------- | ------------------- |
| 5 giugno  | Northern Championships 1976 Manchester, Gran Bretagna Singolare - Doppio | Roscoe Tanner 6-3 8-9 12-10 | Paul McNamee  |               |                     |
| 5 giugno  | Northern Championships 1976 Manchester, Gran Bretagna Singolare - Doppio |                             |               |               |                     |
| 12 giugno | Kent Championships 1976 Beckenham, Gran Bretagna Singolare - Doppio      | Roscoe Tanner 6-3 6-4       | Jimmy Connors |               |                     |
| 12 giugno | Kent Championships 1976 Beckenham, Gran Bretagna Singolare - Doppio      |                             |               |               |                     |

### Luglio
Nessun evento

### Agosto
Nessun evento

### Settembre
| Settimana    | Torneo | Vincitore              | Finalista    | Semifinalisti | Eliminati ai quarti       |
| ------------ | --- | ---------------------- | ------------ | ------------- | ------------------------- |
| 19 settembre | Mexico City Round Robin Invitation 1976 Città del Messico, Messico 55 000 $ - Terra rossa Singolare - Doppio | Björn Borg 7-6 0-6 6-1 | Ilie Năstase |               | Rod Laver Guillermo Vilas |

### Ottobre
| Settimana  | Torneo                                                                                            | Vincitore                | Finalista                                | Semifinalisti | Eliminati ai quarti        |
| ---------- | ------------------------------------------------------------------------------------------------- | ------------------------ | ---------------------------------------- | ------------- | -------------------------- |
| 3 ottobre  | Caracars Round Robin Invitation 1976 Caracas, Venezuela $100,000 - Terra rossa Singolare - Doppio | Ilie Năstase Round robin | Jimmy Connors Björn Borg Adriano Panatta |               |                            |
| 10 ottobre | ATP Aviles 1976 Avilés, Spagna Singolare - Doppio                                                 | Željko Franulović        | Jan Kodeš                                |               |                            |
| 10 ottobre | ATP Aviles 1976 Avilés, Spagna Singolare - Doppio                                                 |                          |                                          |               |                            |
| 15 ottobre | Hilton Head Classic 1976 Hilton Head, USA $195,000 - Terra rossa Singolare - Doppio               | Björn Borg 6-1 6-2       | Arthur Ashe                              |               |                            |
| 15 ottobre | Hilton Head Classic 1976 Hilton Head, USA $195,000 - Terra rossa Singolare - Doppio               |                          |                                          |               |                            |
| 31 ottobre | Argentine Round Robin Championships 1976 Buenos Aires, Argentina Singolare - Doppio               | Ilie Năstase             | Guillermo Vilas                          |               | Adriano Panatta Ion Țiriac |
| 31 ottobre | Argentine Round Robin Championships 1976 Buenos Aires, Argentina Singolare - Doppio               |                          |                                          |               | Adriano Panatta Ion Țiriac |
| 31 ottobre | Tucson Tennis Classic 1976 Tucson, USA $20,000 -Terra rossa Singolare - Doppio                    | Peter Fleming 7-6 7-6    | Charlie Pasarell                         |               |                            |
| 31 ottobre | Tucson Tennis Classic 1976 Tucson, USA $20,000 -Terra rossa Singolare - Doppio                    |                          |                                          |               |                            |

### Novembre
| Settimana   | Torneo                                                                               | Vincitore                        | Finalista       | Semifinalisti                  | Eliminati ai quarti                      |
| ----------- | ------------------------------------------------------------------------------------ | -------------------------------- | --------------- | ------------------------------ | ---------------------------------------- |
| novembre    | Australian Hard Court Championships 1976 Laumeah, Australia Singolare - Doppio       | Warren Maher 6-4 6-7 2-6 7-6 6-4 | Terry Rocavert  |                                |                                          |
| novembre    | Australian Hard Court Championships 1976 Laumeah, Australia Singolare - Doppio       |                                  |                 |                                |                                          |
| novembre    | Victorian Hard Court Championships 1976 Melbourne, Australia Singolare - Doppio      | Tim Clements 6-2 6-3             | Peter McNamara  |                                |                                          |
| novembre    | Victorian Hard Court Championships 1976 Melbourne, Australia Singolare - Doppio      |                                  |                 |                                |                                          |
| 4 novembre  | Chicago Pro Championships 1976 Chicago, USA 40 000 - Sintetico indoor Singolare      | Björn Borg 6-3 6-2               | John Newcombe   | Vitas Gerulaitis Rod Laver     |                                          |
| 6 novembre  | Michigan Pro Championships 1976 Detroit, USA 40 000 - Sintetico indoor Singolare     | Björn Borg 6-3 6-1               | Rod Laver       | Vitas Gerulaitis John Newcombe |                                          |
| 7 novembre  | Bakersfield Tennis Classic 1976 Bakersfield, USA 20 000 - Sintetico indoor Singolare | Andrew Pattinson 6-3 6-1         | Jeff Borowiak   |                                |                                          |
| 14 novembre | San Jose Tennis Championships 1976 San Jose, USA 20 000 - Sintetico indoor Singolare | Charlie Pasarell 6-3 6-1         | Andrew Pattison |                                |                                          |
| 15 novembre | Benson & Hedges Tournament 1976 Londra, Gran Bretagna Singolare - Doppio             | Jimmy Connors 3-6 7-6 6-4        | Roscoe Tanner   |                                |                                          |
| 15 novembre | Benson & Hedges Tournament 1976 Londra, Gran Bretagna Singolare - Doppio             |                                  |                 |                                |                                          |
| 26 novembre | Pondus Cup 1976 Copenaghen, Danimarca 60 000 $ - Sintetico indoor Singolare          | Björn Borg 7-5 3-6 7-6 7-5       | Wojciech Fibak  |                                | Round Robin Adriano Panatta Ilie Năstase |
| 28 novembre | Gunze Open 1976 Tokyo, Giappone 100 000 - Sintetico indoor Singolare - Doppio        | Cliff Drysdale 6-4 6-2           | Manuel Orantes  |                                |                                          |
| 28 novembre | Gunze Open 1976 Tokyo, Giappone 100 000 - Sintetico indoor Singolare - Doppio        |                                  |                 |                                |                                          |
| 29 novembre | Irvine Challenge Cup 1976 Irvine, USA 20 500 - Sintetico indoor Singolare            | Bob Lutz 6-2 6-4                 | Peter Fleming   |                                |                                          |

### Dicembre
| Settimana   | Torneo                                                                            | Vincitore                 | Finalista      | Semifinalisti | Eliminati ai quarti |
| ----------- | --------------------------------------------------------------------------------- | ------------------------- | -------------- | ------------- | ------------------- |
| 5 dicembre  | World Class Tennis Tournament 1976 Tempe, USA 20 000 - Sintetico indoor Singolare | Dick Stockton 6-2 6-4     | Peter Fleming  |               |                     |
| 12 dicembre | South Australian Open 1976 Adelaide, Australia Singolare - Doppio                 | John James 6-4 6-4        | William Durham |               |                     |
| 12 dicembre | South Australian Open 1976 Adelaide, Australia Singolare - Doppio                 |                           |                |               |                     |
| 19 dicembre | Western Australian Open 1976 Perth, Australia Singolare - Doppio                  | Ray Ruffels 6-0 7-5 6-3   | Ross Case      |               |                     |
| 19 dicembre | Western Australian Open 1976 Perth, Australia Singolare - Doppio                  |                           |                |               |                     |
| 19 dicembre | Bahamas International Tennis Open 1976 Nassau, Bahamas 15 000 - Cemento Singolare | Jeff Borowiak 6-7 6-2 6-4 | Gene Mayer     |               |                     |